# آنتاکوتاکو
آنتاکوتاکو (به لاتین: Antakotako) یک منطقهٔ مسکونی در ماداگاسکار است که در ماروآنت‌سترا واقع شده‌است. آنتاکوتاکو ۱۱٬۰۰۰ نفر جمعیت دارد و ۸۴ متر بالاتر از سطح دریا واقع شده‌است.